# Миксдорф
Миксдорф (њем. Mixdorf) општина је у њемачкој савезној држави Бранденбург. Једно је од 38 општинских средишта округа Одер-Шпре. Према процјени из 2010. у општини је живјело 972 становника. Посједује регионалну шифру (AGS) 12067324.

## Географски и демографски подаци
Миксдорф се налази у савезној држави Бранденбург у округу Одер-Шпре. Општина се налази на надморској висини од 61 метра. Површина општине износи 13,0 km². У самом мјесту је, према процјени из 2010. године, живјело 972 становника. Просјечна густина становништва износи 75 становника/km².

## Међународна сарадња
| Мјесто | Држава | Врста сарадње | Од    |
| ------ | ------ | ------------- | ----- |
| Дравно | Пољска | контакт       | 1995. |
| Извор  |        |               |       |